# Patrick Kujala

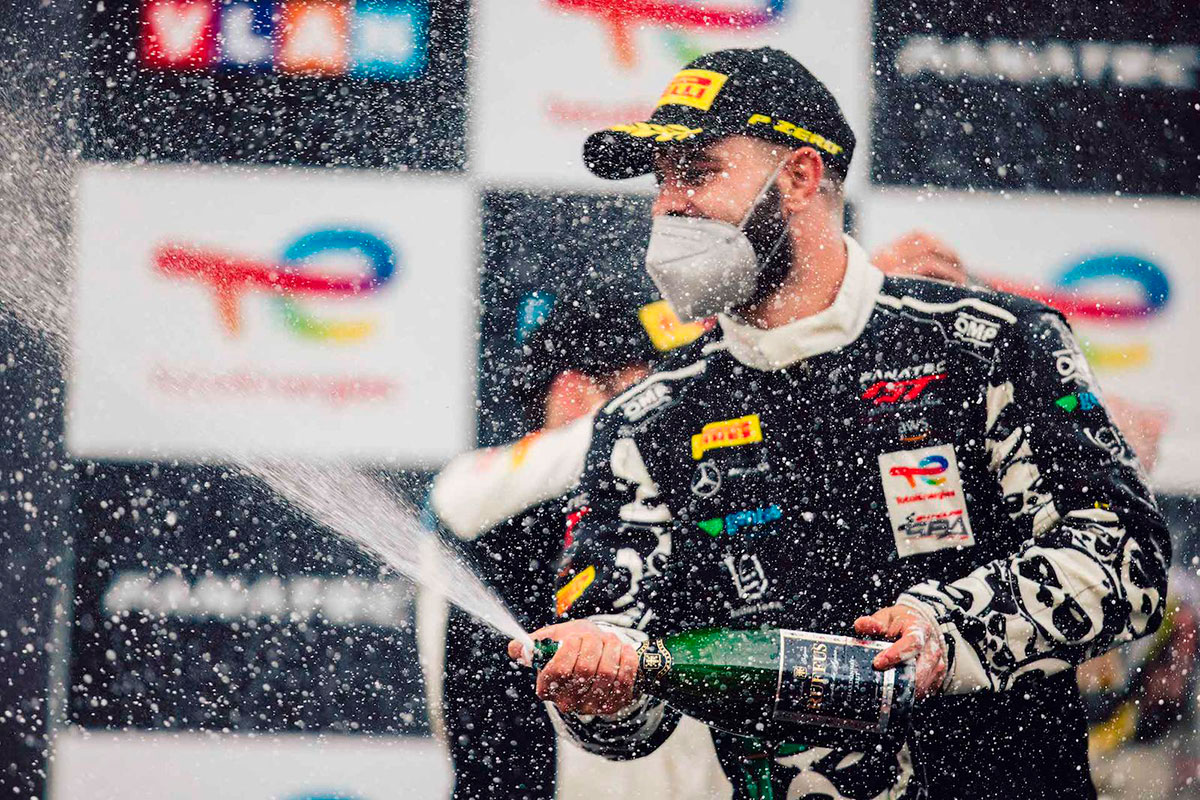
Patrick Kujala 2021

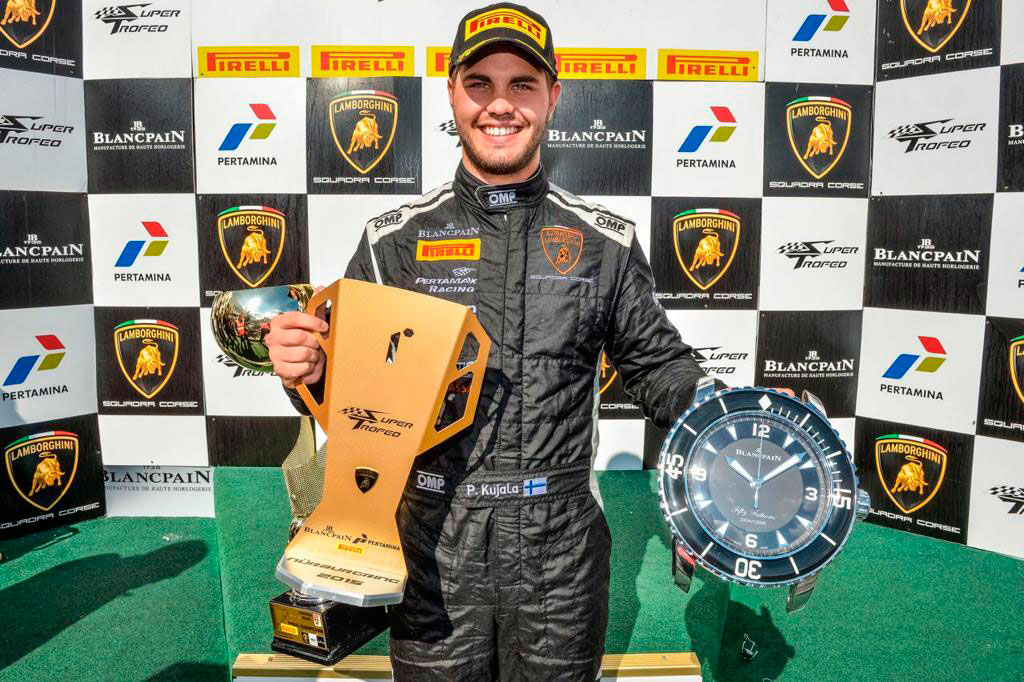
Patrick Kujala 2015

Patrick Kujala (* 15. Mai 1996 in Marbella, Spanien) ist ein finnischer Automobilrennfahrer. Er startete 2013 und 2014 in der GP3-Serie.

## Karriere
Kujala begann seine Motorsportkarriere 2007 im Kartsport in Spanien, wo er bis 2009 aktiv blieb. 2011 entschied sich Kujala für einen Wechsel in den Formelsport. Er startete in der französischen F4-Meisterschaft und erreichte in seiner Debütsaison den fünften Platz. 2011 wechselte er zu Koiranen Motorsport in den Formel Renault 2.0 Eurocup. Mit einem fünften Platz als bestem Resultat beendete er die Saison auf dem 23. Platz in der Fahrerwertung. Erfolgreicher war Kujala für Koiranen Motorsport startend in der alpinen Formel Renault. Dort fuhr er regelmäßig in die Punkte und erreichte den sechsten Gesamtrang.
Für die Saison 2013 wurde Kujala von Koiranen für deren neuen Rennstall in der GP3-Serie unter Vertrag genommen. Während seine Teamkollegen Kevin Korjus und Aaro Vainio mit Podest-Platzierungen die Plätze sieben und neun belegten, schloss Kujala seine Debütsaison mit einem achten Platz als bestem Resultat auf dem 20. Gesamtrang ab. 2014 wechselte Kujala innerhalb der GP3-Serie zu Marussia Manor Racing. Ein vierter Platz beim Saisonauftakt war sein bestes Ergebnis. Vor den letzten zwei Veranstaltungen stellte Manor den Rennbetrieb ein. Kujala wechselte kurzfristig zu Trident Racing und bestritt die letzten Rennen für dieses Team. Kujala verbesserte sich in der Fahrerwertung auf den 14. Platz.
Nach dem Ende seiner Einsitzer-Zeit wechselte Kujala in den GT-Sport. Er startete erfolgreich in der Lamborghini Super Trofeo Europe, wo er 2015 und 2016 die Meisterschaft gewann. In den späten 2010er-Jahren war er in vielen Rennserie aktiv. Neben Einsätzen im Porsche Carrera Cup Italia, wo er 2019 hinter Simone Iaquinta und Diego Bertonelli Dritter wurde, fuhr er unter anderen in der 24H Series und der britischen GT-Meisterschaft. 2021 gewann er gemeinsam mit Christian Hook und Manuel Lauck die GT-Am-Klasse der Asian Le Mans Series.

## Statistik

### Karrierestationen
| - 2007–2009: Kartsport - 2011: Französische F4 (Platz 5) | - 2012: Formel Renault 2.0 Eurocup (Platz 23) - 2012: Alpine Formel Renault (Platz 6) | - 2013: GP3-Serie (Platz 20) - 2014: GP3-Serie (Platz 14) |

### Einzelergebnisse in der GP3-Serie
| Jahr | Team                  | 1   | 2   | 3   | 4   | 5   | 6   | 7   | 8   | 9   | 10  | 11  | 12  | 13  | 14  | 15  | 16  | 17  | 18  | Punkte | Rang |
| ---- | --------------------- | --- | --- | --- | --- | --- | --- | --- | --- | --- | --- | --- | --- | --- | --- | --- | --- | --- | --- | ------ | ---- |
| 2013 | Koiranen GP           | ESP | ESP | ESP | ESP | GBR | GBR | GER | GER | HUN | HUN | BEL | BEL | ITA | ITA | UAE | UAE |     |     | 5      | 20.  |
| 2013 | Koiranen GP           | DNF | 16  | 21  | 15  | DNF | EX  | 13  | 13  | 14  | 11  | 13  | 20  | 10  | 12  | 8   | 19  |     |     | 5      | 20.  |
| 2014 | Marussia Manor Racing | ESP | ESP | AUT | AUT | GBR | GBR | GER | GER | HUN | HUN | BEL | BEL | ITA | ITA | RUS | RUS | UAE | UAE | 22     | 14.  |
| 2014 | Marussia Manor Racing | 4   | DNF | 9   | 7   | 12  | DNF | 25* | 16  | 13  | 10  | DNF | 21  | 7   | DNF |     |     |     |     | 22     | 14.  |
| 2014 | Trident Racing        |     |     |     |     |     |     |     |     |     |     |     |     |     |     | 13  | 9   | DNF | 14  | 22     | 14.  |